# Haigui

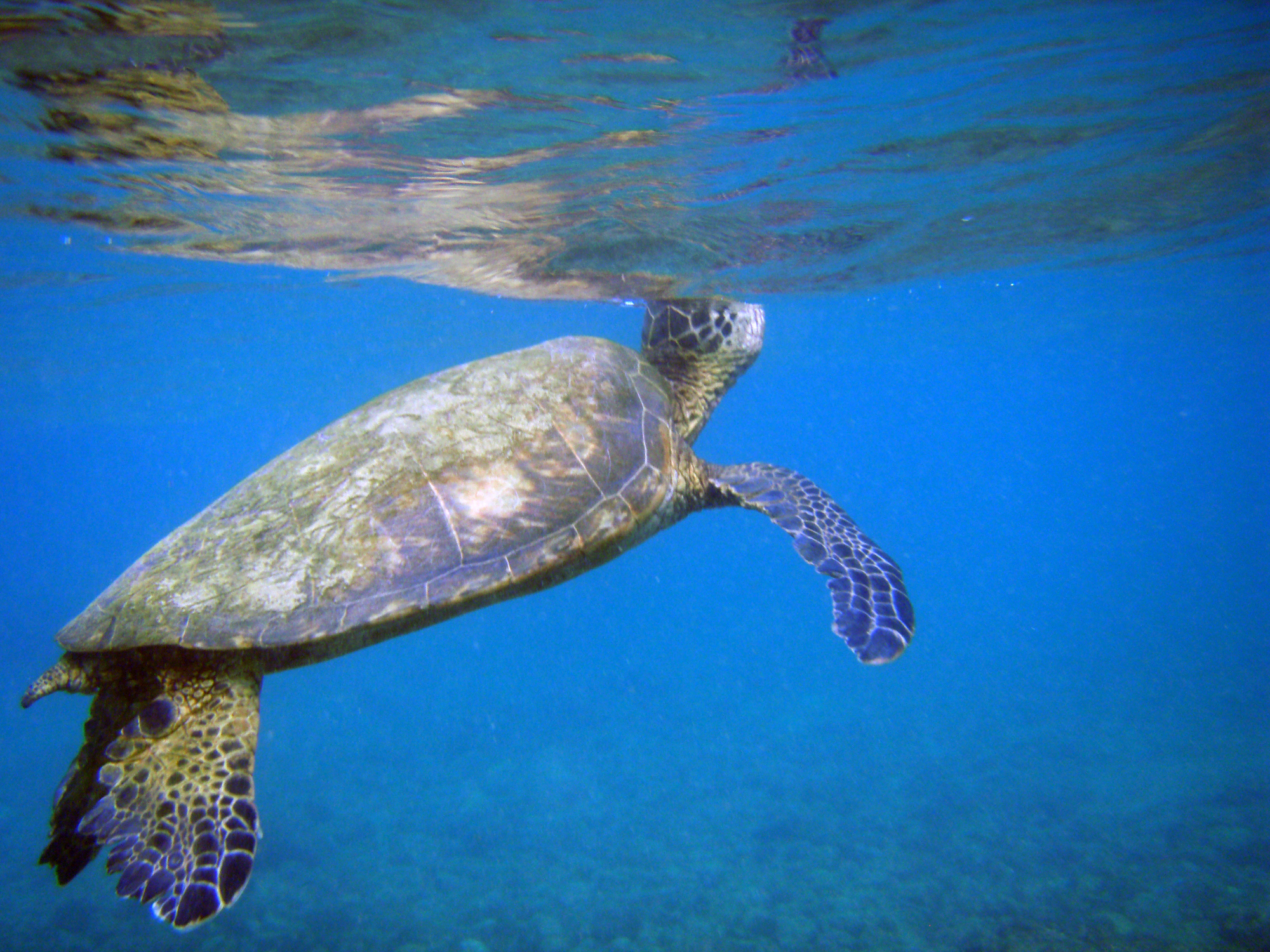
"Tartaruga marina" in cinese (海龟) è una parola gergale che indica uno studente ritornato dall'estero

Haigui (cinese: 海归; pinyin: hǎiguī; letteralmente "tartaruga marina") è un termine gergale della lingua cinese per indicare i Cinesi che sono ritornati nella Cina continentale dopo aver studiato all'estero per parecchi anni, ma il termine effettivo è 海归. Questi laureati di università straniere sono molto ricercati nell'industria cinese, e possono così ottenere l'impiego prima di quelli che si sono laureati nelle università cinesi. Tuttavia, le richieste di stipendio degli haigui sono considerate irrealisticamente alte da alcuni datori di lavoro.

## Motivazioni e conseguenze
Alcuni haigui sono ritornati in Cina a causa della grande recessione  negli Stati Uniti e in Europa. Secondo le statistiche del governo cinese, solo un quarto degli 1,2 milioni di Cinesi che sono andati all'estero a studiare negli ultimi 30 anni sono ritornati, anche se secondo altre fonti questo numero è aumentato negli ultimi dieci anni, che hanno visto il rientro di 500.000 persone. Il professor Yasheng Huang della MIT Sloan School of Management attribuisce tale fatto al carattere troppo tradizionale e rigido del sistema educativo cinese. Tuttavia, se la Cina è a volte ancora diffidente nei confronti di certi modelli occidentali, è pur vero che il paese sta conoscendo negli ultimi anni un grande e deciso processo di modernizzazione (anche nel settore educativo), sia pure con una serie di inevitabili contraddizioni, dovute anche al carattere fortemente accentrato di quella società.
Un contributo fondamentale alla modernizzazione potrebbe venire proprio dagli haigui, che già stanno occupando alcuni dei posti chiave della società cinese. In un recente articolo sull'Economist si osservava ad esempio come l'industria tecnologica cinese sia dominata dalle "tartarughe marine", che controllano anche i think-tank che consigliano il governo e stanno scalando i ranghi del Partito Comunista, al punto che, secondo alcune stime, nel 2012 essi costituiranno il 15-17% del Comitato Centrale, rispetto al 6% del 2002. Questo potrebbe favorire anche la diffusione di idee più democratiche, anche se per ora pochi haigui si sbilanciano apertamente in questo senso.

## Etimologia
L'espressione è un gioco di parole, perché hai (海) significa "oceano" e gui (龟) è un omofono di gui (归) che significa "ritornare". Il nome fu usato per la prima volta da Ren Hong, un giovane che ritornava in Cina come laureato dell'Università di Yale sette anni dopo essere partito a bordo di un mercantile carico di tè da Canton agli Stati Uniti.

## Haigui celebri
- Sun Yat-Sen
- Zhou Enlai
- Deng Xiaoping
- Lee Kai-fu, presidente fondatore di Google Cina
- Qian Xuesen, padre del programma missilistico cinese